# Karl-Heinz Körbel
Karl-Heinz Körbel (Dossenheim, 1º dicembre 1954) è un allenatore di calcio ed ex calciatore tedesco, di ruolo difensore.

## Carriera
Körbel giocò per tutta la carriera nell'Eintracht Francoforte, con cui giocò 602 partite in Bundesliga, che lo rendono il recordman di presenze della massima divisione calcistica tedesca.

## Statistiche

### Presenze e reti nei club
| Stagione        | Squadra               | Campionato      | Campionato | Campionato | Coppe nazionali | Coppe nazionali | Coppe nazionali | Coppe continentali | Coppe continentali | Coppe continentali | Altre coppe | Altre coppe | Altre coppe | Totale | Totale |
| Stagione        | Squadra               | Comp            | Pres       | Reti       | Comp            | Pres            | Reti            | Comp               | Pres               | Reti               | Comp        | Pres        | Reti        | Pres   | Reti   |
| --------------- | --------------------- | --------------- | ---------- | ---------- | --------------- | --------------- | --------------- | ------------------ | ------------------ | ------------------ | ----------- | ----------- | ----------- | ------ | ------ |
| 1972-1973       | Eintracht Francoforte | BL              | 18         | 0          | CG+CdL          | 2+3             | 0               | -                  | -                  | -                  | -           | -           | -           | 23     | 0      |
| 1973-1974       | Eintracht Francoforte | BL              | 34         | 2          | CG              | 5               | 0               | -                  | -                  | -                  | -           | -           | -           | 39     | 2      |
| 1974-1975       | Eintracht Francoforte | BL              | 32         | 10         | CG              | 7               | 1               | CdC                | 4                  | 1                  | -           | -           | -           | 43     | 12     |
| 1975-1976       | Eintracht Francoforte | BL              | 34         | 2          | CG              | 4               | 1               | CdC                | 8                  | 1                  | -           | -           | -           | 46     | 4      |
| 1976-1977       | Eintracht Francoforte | BL              | 32         | 1          | CG              | 4               | 0               | -                  | -                  | -                  | -           | -           | -           | 36     | 1      |
| 1977-1978       | Eintracht Francoforte | BL              | 29         | 0          | CG              | 3               | 0               | Int+CU             | 5+5                | 0                  | -           | -           | -           | 42     | 0      |
| 1978-1979       | Eintracht Francoforte | BL              | 33         | 0          | CG              | 6               | 0               | -                  | -                  | -                  | -           | -           | -           | 39     | 0      |
| 1979-1980       | Eintracht Francoforte | BL              | 32         | 4          | CG              | 4               | 0               | CU                 | 12                 | 0                  | -           | -           | -           | 48     | 4      |
| 1980-1981       | Eintracht Francoforte | BL              | 30         | 0          | CG              | 7               | 0               | CU                 | 6                  | 0                  | -           | -           | -           | 43     | 0      |
| 1981-1982       | Eintracht Francoforte | BL              | 34         | 5          | CG              | 2               | 0               | CdC                | 5                  | 1                  | -           | -           | -           | 41     | 6      |
| 1982-1983       | Eintracht Francoforte | BL              | 33         | 6          | CG              | 1               | 0               | -                  | -                  | -                  | -           | -           | -           | 34     | 6      |
| 1983-1984       | Eintracht Francoforte | BL              | 30         | 5          | CG              | 1               | 0               | -                  | -                  | -                  | -           | -           | -           | 31     | 5      |
| 1984-1985       | Eintracht Francoforte | BL              | 32         | 1          | CG              | 1               | 1               | -                  | -                  | -                  | -           | -           | -           | 33     | 2      |
| 1985-1986       | Eintracht Francoforte | BL              | 33         | 2          | CG              | 1               | 0               | -                  | -                  | -                  | -           | -           | -           | 34     | 2      |
| 1986-1987       | Eintracht Francoforte | BL              | 33         | 1          | CG              | 4               | 0               | -                  | -                  | -                  | -           | -           | -           | 37     | 1      |
| 1987-1988       | Eintracht Francoforte | BL              | 33         | 2          | CG              | 6               | 0               | -                  | -                  | -                  | -           | -           | -           | 39     | 2      |
| 1988-1989       | Eintracht Francoforte | BL              | 33+2       | 3+0        | CG              | 3               | 0               | CdC                | 6                  | 0                  | SG          | 1           | 0           | 45     | 3      |
| 1989-1990       | Eintracht Francoforte | BL              | 34         | 1          | CG              | 1               | 0               | -                  | -                  | -                  | -           | -           | -           | 35     | 1      |
| 1990-1991       | Eintracht Francoforte | BL              | 33         | 0          | CG              | 8               | 0               | CU                 | 2                  | 0                  | -           | -           | -           | 43     | 0      |
| Totale carriera | Totale carriera       | Totale carriera | 602+2      | 45         |                 | 73              | 3               |                    | 53                 | 3                  |             | 1           | 0           | 731    | 51     |

### Cronologia presenze e reti in nazionale
| Cronologia completa delle presenze e delle reti in nazionale ― Germania Ovest | Cronologia completa delle presenze e delle reti in nazionale ― Germania Ovest | Cronologia completa delle presenze e delle reti in nazionale ― Germania Ovest | Cronologia completa delle presenze e delle reti in nazionale ― Germania Ovest | Cronologia completa delle presenze e delle reti in nazionale ― Germania Ovest | Cronologia completa delle presenze e delle reti in nazionale ― Germania Ovest | Cronologia completa delle presenze e delle reti in nazionale ― Germania Ovest | Cronologia completa delle presenze e delle reti in nazionale ― Germania Ovest |
| Data                                                                          | Città                                                                         | In casa                                                                       | Risultato                                                                     | Ospiti                                                                        | Competizione                                                                  | Reti                                                                          | Note                                                                          |
| ----------------------------------------------------------------------------- | ----------------------------------------------------------------------------- | ----------------------------------------------------------------------------- | ----------------------------------------------------------------------------- | ----------------------------------------------------------------------------- | ----------------------------------------------------------------------------- | ----------------------------------------------------------------------------- | ----------------------------------------------------------------------------- |
| 22-12-1974                                                                    | Gezira                                                                        | Malta                                                                         | 0 – 1                                                                         | Germania Ovest                                                                | Qual. Euro 1976                                                               | -                                                                             |                                                                               |
| 12-3-1975                                                                     | Londra                                                                        | Inghilterra                                                                   | 2 – 0                                                                         | Germania Ovest                                                                | Amichevole                                                                    | -                                                                             |                                                                               |
| 27-4-1975                                                                     | Sofia                                                                         | Bulgaria                                                                      | 1 – 1                                                                         | Germania Ovest                                                                | Qual. Euro 1976                                                               | -                                                                             | 74’                                                                           |
| 17-5-1975                                                                     | Francoforte sul Meno                                                          | Germania Ovest                                                                | 1 – 1                                                                         | Paesi Bassi                                                                   | Amichevole                                                                    | -                                                                             |                                                                               |
| 3-9-1975                                                                      | Vienna                                                                        | Austria                                                                       | 0 – 2                                                                         | Germania Ovest                                                                | Amichevole                                                                    | -                                                                             |                                                                               |
| 11-10-1975                                                                    | Düsseldorf                                                                    | Germania Ovest                                                                | 1 – 1                                                                         | Grecia                                                                        | Qual. Euro 1976                                                               | -                                                                             |                                                                               |
| Totale                                                                        |                                                                               | Presenze                                                                      | 6                                                                             |                                                                               | Reti                                                                          | 0                                                                             |                                                                               |

### Record
- Calciatore con più presenze nella storia della Bundesliga (602).[2]

## Palmarès

### Giocatore

#### Competizioni nazionali
- Coppa di Germania: 4

Eintracht Francoforte: 1973-1974, 1974-1975, 1980-1981, 1987-1988

#### Competizioni internazionali
- Coppa UEFA: 1

Eintracht Francoforte: 1979-1980